# Las Casas del Conde
Las Casas del Conde és un municipi de la província de Salamanca a la comunitat autònoma de Castella i Lleó.

## Demografia
| 1991 | 1996 | 2001 | 2004 |
| ---- | ---- | ---- | ---- |
| 111  | 92   | 77   | 76   |